# Lajos Portisch
Lajos Portisch (nascut el 4 d'abril de 1937 a Zalaegerszeg, Hongria) és un jugador d'escacs hongarès, que té el títol de Gran Mestre des de 1961.
El seu estil posicional li va valer el sobrenom del "Botvínnik hongarès". És considerat un dels millors jugadors no-soviètics del món des de començaments dels anys 1960 fins a les darreries dels anys 1980, juntament amb Bobby Fischer i Bent Larsen. Va participar en dotze forts interzonals i es va classificar pel cicle de Candidats del Campionat del món en un total de vuit ocasions (1965, 1968, 1974, 1977, 1980, 1983, 1985 i 1988). En Portisch va establir diversos rècords de tots els temps en Olimpíades d'escacs. Al Campionat d'Hongria, va guanyar el títol (en solitari o compartit) nou vegades (1958, 1959, 1961, 1962, 1964, 1965, 1971, 1975 i 1981), a banda de molts torneigs internacionals durant la seva carrera. El 2004, Portisch va ser premiat amb el «Nemzet Sportoloja», el més destacat premi als èxits esportius d'Hongria. Continuava competint ocasionalment a l'edat de 70 anys. Entre les seves moltes aficions hi ha la de cantar àries operístiques, ja que té una fina veu de baríton. És el germà gran de Ferenc Portisch, Mestre Internacional d'escacs.